# Rogal (Międzygórz)
Rogal – kolonia wsi Międzygórz w Polsce położona w województwie świętokrzyskim, w powiecie opatowskim, w gminie Lipnik.
W latach 1975–1998 kolonia administracyjnie należała do województwa tarnobrzeskiego.